# BahnRadRoute Hellweg-Weser
Die „BahnRadRoute Hellweg-Weser“ war ein Radfernweg von Soest nach Hameln. Der Radweg hatte eine Länge von ca. 275 Kilometern (abhängig von der Wahl alternativer Streckenabschnitte). Er führte weitgehend durch Nordrhein-Westfalen und endete in Niedersachsen. Zum Ende des Jahres 2021 wurde die Hellweg-Weser Route ebenso wie die BahnRadRoute Weser-Lippe eingestellt. Die Routen sind zwar weiterhin befahrbar, eine durchgehende Beschilderung ist aber nicht mehr garantiert.

## Beschreibung
Der Radfernweg beginnt in Soest und führt über den legendären Hellweg und quer durch das Gütersloher Land bis nach Bielefeld an den Rand des Teutoburger Waldes. Weiter geht es durch das Lipper Bergland ins Tal der Emmer weiter bis nach Hameln an die Weser. Entlang der Strecke werden die Orte Bad Sassendorf und Erwitte mit dessen Schloss durchquert. Weiter führt die Route durch die Soester Börde, das Gütersloher Land und über den Bielefelder Pass nach Bielefeld. Weiter geht es entlang des Obersees durch das Lipperland nach Lemgo, um danach durch das Begatal zu führen, an dem das Schloss Wendlinghausen liegt. Als Nächstes führt die Bahn-Rad-Route durch das Emmertal, entlang des Schiedersees bis nach Hameln.
Der Radweg ist als „BahnRadRoute“ konzipiert. Es besteht daher an vielen Orten die Möglichkeit, auf die Bahn umzusteigen und Teilstrecken per Zug zurückzulegen oder die individuelle Radtour an einer Zwischenstation zu beginnen. Die Route führt parallel zu den Bahnstrecken
- Bahnstrecke Hamm–Warburg
- Bahnstrecke Hamm–Minden
- Haller Wilhelm (Bielefeld–Osnabrück)
- Begatalbahn (Bielefeld–Lemgo)
- Bahnstrecke Herford–Altenbeken
- Bahnstrecke Hannover–Altenbeken

Der Radweg verläuft auch auf der alten Trasse der Bahnstrecke Schieder–Blomberg.
Folgende Gemeinden liegen an der Strecke:
Soest, Erwitte, Lippstadt, Rietberg, Rheda-Wiedenbrück, Gütersloh, Bielefeld, Leopoldshöhe, Lage, Lemgo, Barntrup, Blomberg, Bad Pyrmont, Emmerthal und Hameln.